# Tarragona (Davao Oriental)
Tarragona is een gemeente in de Filipijnse provincie Davao Oriental op het eiland Mindanao. Bij de laatste census in 2007 had de gemeente ruim 24 duizend inwoners.

## Geografie

### Bestuurlijke indeling
Tarragona is onderverdeeld in de volgende 10 barangays:
| - Cabagayan - Central - Dadong - Jovellar - Limot | - Lucatan - Maganda - Ompao - Tomoaong - Tubaon |

## Demografie
Tarragona had bij de census van 2007 een inwoneraantal van 24.363 mensen. Dit zijn 1.517 mensen (6,6%) meer dan bij de vorige census van 2000. De gemiddelde jaarlijkse groei komt daarmee uit op 0,89%, hetgeen lager is dan het landelijk jaarlijks gemiddelde over deze periode (2,04%). Vergeleken met de census van 1995 is het aantal mensen met 4.584 (23,2%) toegenomen.

De bevolkingsdichtheid van Tarragona was ten tijde van de laatste census, met 24.363 inwoners op 300,76 km², 81 mensen per km².